# Túró Zoltán
Túró Zoltán (Budapest, 1972. december 22. −) magyarországi cigány festőművész.

## Életútja, munkássága
Szülei romungrók voltak, anyja ősei több nemzedékre visszamenőleg zenész cigányok. Apja kőműves munkából tartotta el családját. Korán érdekelni kezdte a rajzolás és a festés, már 13 éves korában beiratkozott a Barcsay Gyermek Képzőművészeti Iskolába, amelyet Dombiné Szántó Melánia tanár vezetett, négy éven át itt módjában állt megismerni a történeti stílusirányzatokat. Közben egy évig kőfaragó szakiskolába járt, majd 1989-ben felvételt nyert a Képző- és Iparművészeti Gimnáziumba. A szaktárgyakból és a humán tárgyakból jó eredményeket ért el, de később a matematika és a kémia tárgyak miatt nem fejezte be az iskolát. Szerencsére nem sok idő múlva találkozott Péli Tamással és Szentandrássy Istvánnal. Ők segítették művészeti kibontakozását, elmagyarázták neki, hogy a klasszikus reneszánsz és barokk hagyományokra támaszkodva is lehet alkotni a 20. században is. Mesterei megerősítik őt abban, hogy a figurális festészet mellett is elkötelezheti magát. Így a klasszikus hagyományokra támaszkodva indult el a festői pályán, 1991-től már kiállító művész.
Híresek rajzai, amelyeket egy vonallal rajzol meg, addig nem emeli fel a ceruzát, míg a rajz kész nincs, ez a tény rendkívüli fantáziáját és rendkívüli technikai tudását egyaránt mutatja. Festményei is igen sikeresek, megragadó az expresszivitásuk, és egyfajta szürreális szerkesztettséget ötvöznek a klasszikus hagyományokkal és tematikákkal, például a Táltos (olaj, farost, 91x100 cm, 1991.) és a Cyranói kaland (olaj, farost, 80x123 cm, 1992.) esetében. Budapesten él és alkot, gyakran szerepel cigány festőművészek tematikus tárlatain.
Művei megtalálhatók a Magyar Művelődési Intézetben, Budapesten, a Néprajzi Múzeumban és a Roma Parlamentben.

## Kiállításai (válogatás)

### Egyéni
- 1991 • Szabó Ervin Könyvtár, Budapest
- 2005 • Klasszikus hagyomány, Balázs János Galéria, Budapest.

### Csoportos
- 1991, 2009 • Józsefvárosi Galéria, Budapest
- 1992 • Almássy téri Szabadidő Központ, Budapest • Budapest Galéria, Budapest
- 1994 • Európai Kisebbségek II. Fesztiválja, Baja
- 1999 • Roma Parlament Társalgó Galéria
- 2003 • Mester és tanítványok, Kossuth Klub, Budapest • Orientalizmus, Balázs János Galéria, Budapest
- 2005 • Nőábrázolás a roma képzőművészetben, Balázs János Galéria, Budapest
- 2007 • Mi arcunk: portrékiállítás, Balázs János Galéria, Budapest.